# Bătălia de la Crécy

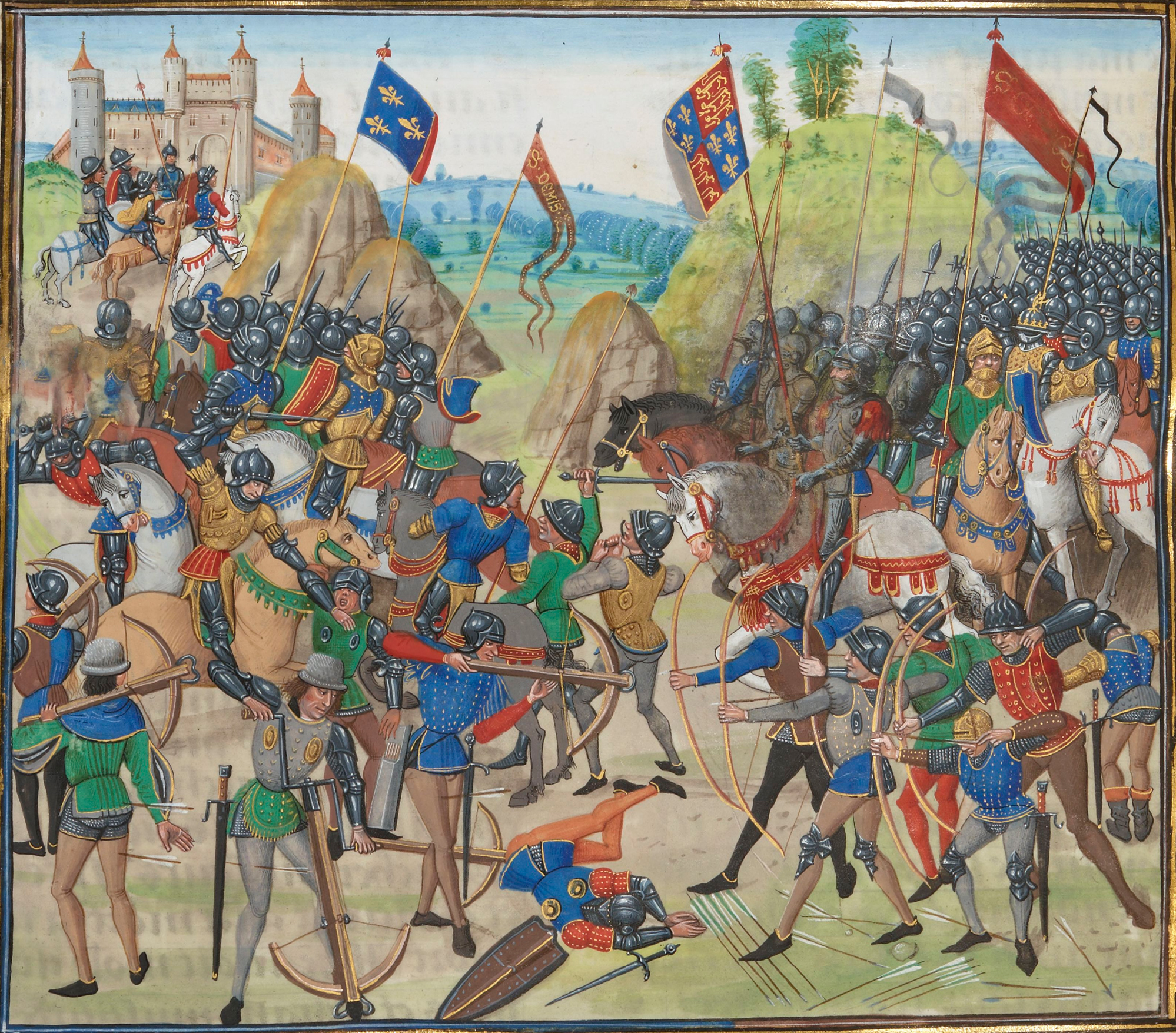
Bătălia de la Crécy

Bătălia de la Crécy (în engleză Battle of Cressy, în franceză Bataille de Crécy) a avut loc pe 26 august 1346 în apropiere de Crécy, nordul Franței și a fost una dintre cele mai importante bătălii din Războiul de 100 de Ani. Combinația de noi arme și tactici a făcut ca mulți istorici să ia în considerare această bătălie ca fiind începutul sfârșitului cavalerismului clasic. 
Bătălia de la Crécy a fost o bătălie în care armata engleză și galeză, având cca. 9000 - 10.000 oameni (în funcție de sursă), comandată de Eduard al III-lea a învins o armată superioară ca număr, condusă de Filip al VI-lea al Franței care număra cca. 35.000 - 100.000 oameni (în funcție de sursă). Englezii au fost victorioși ca urmare a unor arme și tactici superioare, demonstrând importanța conceptului militar modern al puterii de foc. 